# Nord (tỉnh của Pháp)
Nord là một tỉnh của Pháp, thuộc vùng hành chính Hauts-de-France, tỉnh lỵ Lille, bao gồm các quận với các quận lỵ còn lại là: Avesnes-sur-Helpe, Cambrai, Douai, Dunkirk, Valenciennes.
Nord là bộ phận đông dân nhất của đất nước. Nó cũng chứa vùng đô thị của thành phố Lille, vùng đô thị lớn thứ năm ở Pháp sau Paris, Lyon, Marseille và Toulouse. Trong bộ phận này là một phần của Pháp nơi tiếng địa phương tiếng Flemish của tiếng Hà Lan vẫn được nói (cùng với tiếng Pháp) như một ngôn ngữ bản địa. Giống như tiếng Hà Lan, phương ngữ của Ch'ti vẫn được nói ở đây.